# Analiza sitowa

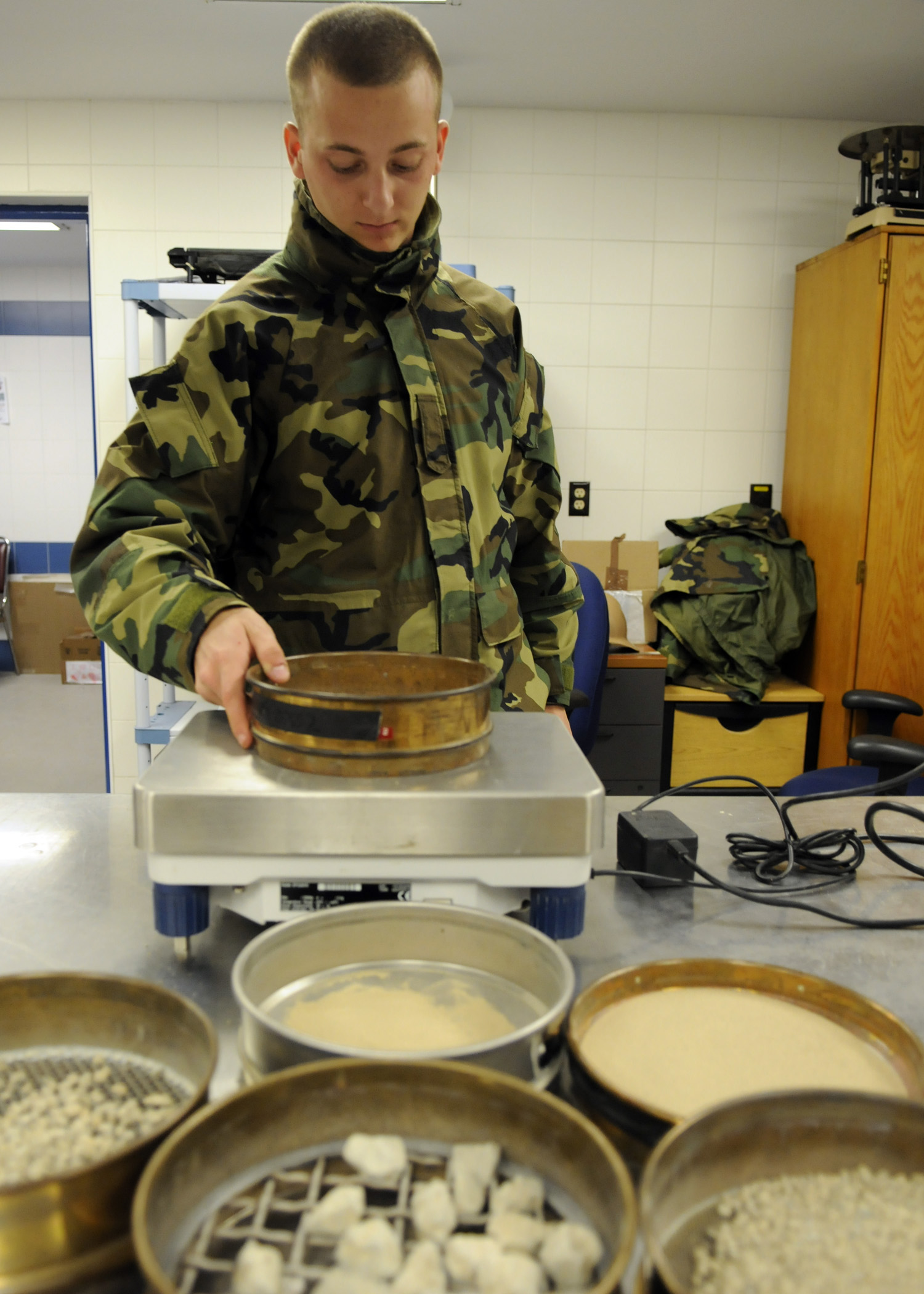
Ważenie próbek po teście analizy sitowej.

Analiza sitowa – metoda badawcza polegająca na rozdziale materiału (gruntu, mieszanki mineralnej) na frakcje zawierające ziarna o różnej wielkości, poprzez przesiewanie przez zestaw sit, w wyniku czego ziarna o odpowiednich średnicach pozostają na kolejnych sitach (o coraz mniejszych oczkach). Po zważeniu poszczególnych klas ziarnowych określa się ile procent materiału pozostało na każdym sicie w stosunku do całości materiału.
Analiza sitowa jest jedną z metod analizy granulometrycznej. Pozwala określić skład ziarnowy (frakcyjny) przesiewanego materiału.
Procesem technicznym o takiej zasadzie jest przesiewanie, przy czym stosuje się je zwyczajowo do materiałów grubszych (o frakcjach dominujących grubszych od 1–2 mm, np. kruszyw i piasków).
Analizę sitową wykorzystuje się m.in. w sedymentologii, geologii inżynierskiej (gruntoznawstwie) i geotechnice do określenia składu granulometrycznego gruntów a wobec tego ich dokładnej nazwy, właściwości i możliwości wykorzystania, a pośrednio także i w hydrogeologii do określenia niektórych właściwości gruntów, takich jak np. współczynnik filtracji (na podstawie wzorów Hazena, Carmana-Kozeny i innych).
Analizę sitową wykonuje się ją używając sit o średnicach oczek dobranych odpowiednio do przesiewanego materiału.
Norma podaje stosowane dla sit wymiary boczków oczek kwadratowych: 40 mm, 25 mm, 10 mm, 2 mm, 1 mm, 0,5 mm, 0,25 mm, 0,1 mm (dla materiałów zawierających kruszywo, kamienie, żwir, piasek lub inne grubsze ziarna), czy też 0,071 mm lub 0,063 mm (dla bardziej drobnoziarnistych materiałów takich jak mączka kwarcowa, piaski z pyłami); dopuszcza się zastąpienie sit 0,071 i 0,063 mm sitami o wymiarach oczek 0,074 i 0,06 mm. W różnych działach nauki i gospodarki mogą być używane sita o nieco różniących się średnicach oczek.
Analizę sitową można przeprowadzić dwiema metodami:
- na sucho (najczęściej) – dla gruntów i kruszyw niezawierających grudek gliny lub ziaren oblepionych gliną.
- na mokro – dla materiałów zawierających grudki gliny lub ziarna oblepione gliną lub pyłem, a także dla materiałów zawierających dużą liczbę bardzo drobnych ziaren, które przy przesiewaniu na sucho mogą pylić.

Analiza sitowa jest podstawową metodą badania uziarnienia. Obecnie można ją zastąpić szybszymi metodami optoelektronicznymi, np. metodą Elsieve.

## Zestawy sit
W analizie sitowej stosuje się zestawy sit o oczkach kwadratowych o boku otworu w szeregu geometrycznym o czynniku równym {\displaystyle {\sqrt[{10}]{10}}=10^{0{,}1}\approx 1{,}259} zwanym R10, a dokładniejsze w ciągu {\displaystyle {\sqrt[{20}]{10}}=10^{0{,}05}\approx 1{,}122} zwanym R20.
Norma podaje dopuszczalne zestawy sit o określonych wymiarach oczek:
| Zestaw podstawowy (w mm) | Zestaw podstawowy plus zestaw 1 (w mm) | Zestaw podstawowy plus zestaw 2 (w mm) |
| ------------------------ | -------------------------------------- | -------------------------------------- |
| 0                        |                                        |                                        |
| 1                        |                                        |                                        |
| 2                        |                                        |                                        |
| 4                        |                                        |                                        |
| –                        | 5,6 (5)                                | –                                      |
| –                        | –                                      | 6,3 (6)                                |
| 8                        |                                        |                                        |
| –                        | –                                      | 10                                     |
| –                        | 11,2 (11)                              | –                                      |
| –                        | –                                      | 12,5 (12)                              |
| –                        | –                                      | 14                                     |
| 16                       |                                        |                                        |
| –                        | –                                      | 20                                     |
| –                        | 22,4 (22)                              | –                                      |
| 31,5 (32)                |                                        |                                        |
| –                        | –                                      | 40                                     |
| –                        | 45                                     | –                                      |
| 63                       |                                        |                                        |

przy czym wymiary kruszywa można określać tylko za pomocą jednej z podanych w tabeli trzech propozycji zestawów, kombinacje wymiarów z zestawu 1 i zestawu 2 nie są dopuszczalne. Wymiarów zaokrąglonych podanych w nawiasach można używać przy uproszczonym opisie wymiarów kruszywa. W przypadku specjalnych warstw wykończeniowych w zestawie 2 może być zastosowane sito o wymiarach otworów 2,8 mm.